# إن سي آي إس (مسلسل)
إن سي آي إس: تحقيقات خاصة أو خدمة التحقيقات الجنائية البحرية هو مسلسل تلفزيوني أمريكي، أنتجه دونالد بيليساريو ودون ماكجيل، وقد تم بثه منذ 23 سبتمبر 2003 في الولايات المتحدة على سي بي إس، وفي كندا على شبكة التليفزيون العالمية. تم بث المسلسل بفرنسا منذ 3 مارس 2004 على قناة M6 بلغات متعددة، وفي كيبك منذ 2 يناير 2006 على قناة هيستوريا، وفي بلجيكا على قناة RTL-TVI، وفي سويسرا على قناة TSR1، كما بدأ بثه في الجزائر منذ 2016 على قناة نوميديا.
يُقدم المسلسل فريقاً من المحققين في «خدمة التحقيقات الجنائية البحرية»، وذلك بقيادة العميل جيثرو غيبس، حيث يحاول أعضاؤه حلّ قضايا جنائية خاصة بالبحرية الأمريكية. هذا الفريق يتكون خصيصاً من شخصيات لديها كاريزما جذابة ويتمتعون بالعلاقات الودية وفي بعض الأحيان المعقدة.
وهو يعتبر سلسلة مشتقة من المسلسل جاج "JAG"، التي التي انتجها دونالد بيليساريو. وفي الواقع ظهرت شخصيات جيبس، ودينوزو، وآبي، وداكي في الحلقة ال 20 (امرأة الثلج) وال 21 (رجل الظل) من الملسل جاج.
حقق مسلسل ان سي أي اس نجاحاً كبيراً في الولايات المتحدة حيث كان المسلسل الأكثر مشاهدة منذ 2009 (الموسم السابع، والثامن، والتاسع، والعاشر) حيث كان في المتوسط يتابعه نحو 19 مليون مشاهد في الحلقة؛ وذلك بحسب دراسة قام بها استطلاع هاريس في مارس 2011 وكانت عن المسلسل الأمريكي الأكثر شعبية.
وشمل التوزيع أيضاً الممثلين مارك هارمون، وكوت دي بابلو، ومايكل ويثرلي، وبولي بيريت، وديفيد ماكالوم؛ حيث كانوا الممثلين الأكثر شعبية في الولايات المتحدة بحسب تقرير تم في 2011.
وأمام هذا النجاح استُلهمت فكرة مسلسل جديد ان سي أي اس : لوس أنجلوس، حيث ظهر المسلسل واستفاد بجماهيرية كبيرة، حيث أصبح المسلسل الثاني الأكثر مشاهدة. وقد تم تطوير لعبة تسمي ان سي أي اس بواسطة يوبي سوفت، بأصوات الفنانين.

## ملخص القصة
خدمة التحقيقات الجنائية البحرية (ان سي أي اس) هي وكالة فيدرالية أمريكية، متعلقة ببحرية الولايات المتحدة وقوات مشاة بحرية الولايات المتحدة. وهم مكلفون باحترام القانون إلى أقصي الحدود والتحقيق _بغض النظر _ عن التسلسل الهرمي العسكري  ، وحل الجرائم التي لها علاقة بالبحرية الأمريكية وقاعدة عملياتها في واشنطن كمحاربة التجسس ومكافحة الإرهاب والمخدرات على الحدود.
وال ان سي أي اس هي وكالة غير معروفة للشعب الأمريكي إلا من خلال المسلسل.
كان الفريق بقيادة جيثرو غيبس.

## أبطال العمل والشخصيات

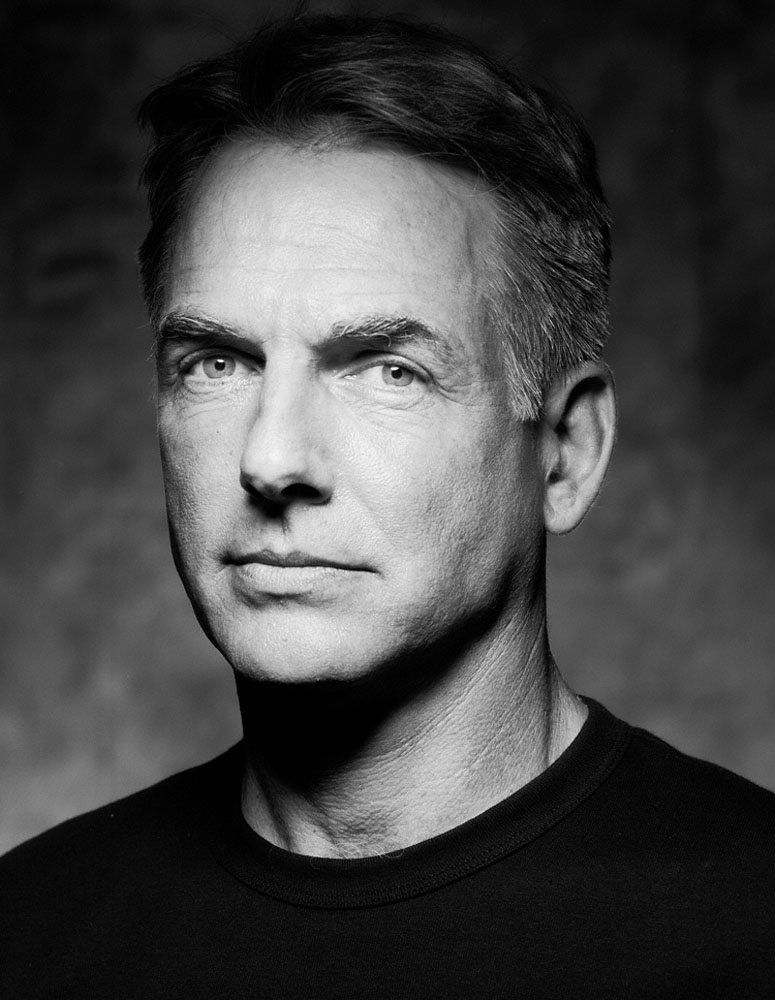
مارك هارمون، يلعب دور لوري جيثرو.
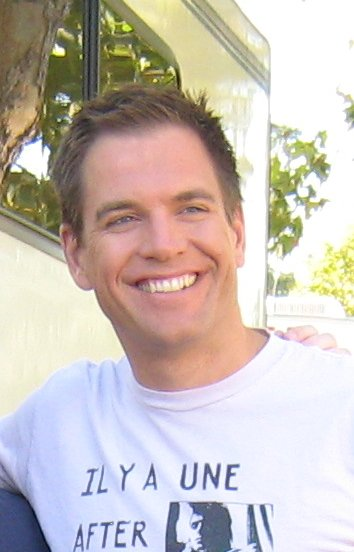
مايكل ويثرلي، يلعب دور أنطوني دينوزو.
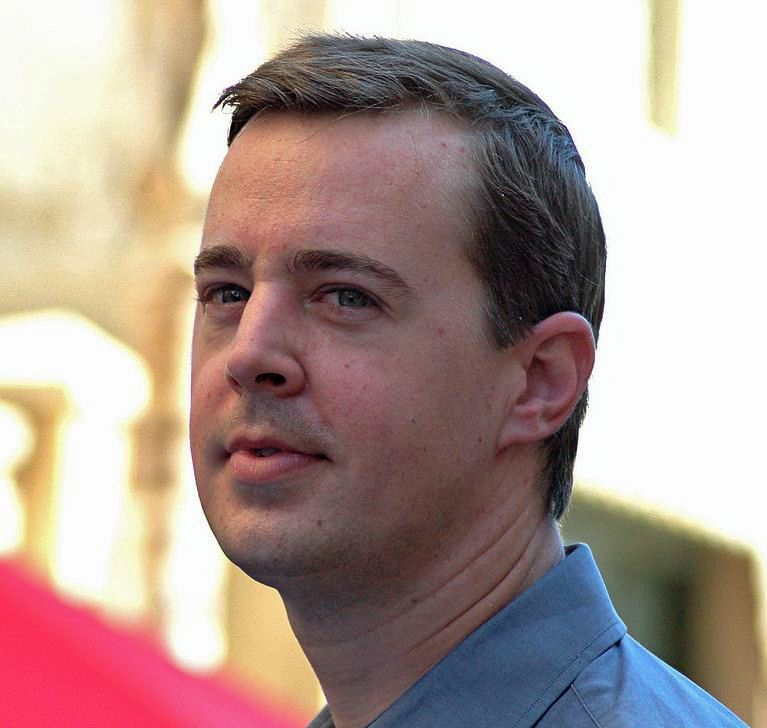
شون موراي، يلعب دور تيموثي ماكغي.
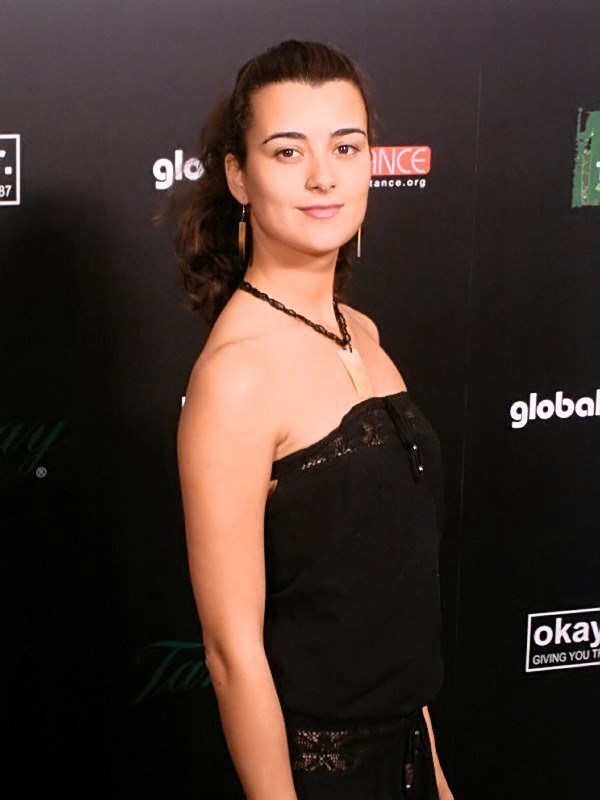
كوت دي بابلو، تلعب دور زيفا ديفيد.
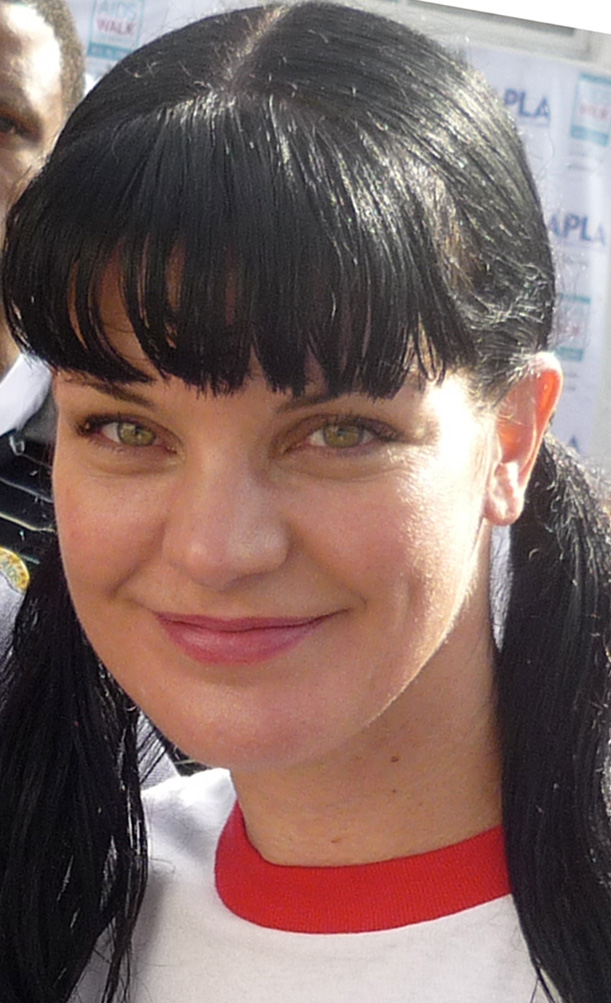
بولي بيريت، تلعب دور آبيجايل سكيتو.
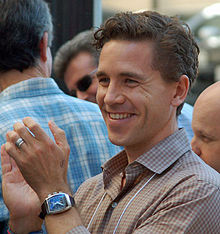
براين ديتزين، يلعب دور جيمي بالمر.
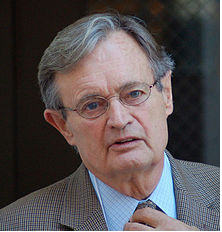
ديفيد ماكالوم، يلعب دور دكتور دونالد مالارد.
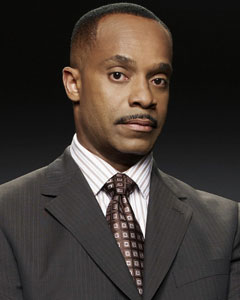
روكي كارول، يلعب دور ليون فانس.

### الشخصيات الرئيسية الحالية
- مارك هارمون: لوري جيثرو غيبس.
- مايكل ويثرلي: أنطوني دينوزو.
- شون موراي: تيموثي ماكجي (تكرر في الموسم الأول، وكان رئيسي في الموسم الثاني).
- كوت دي بابلو: زيفا ديفيد (منذ الحلقة الرابعة في الموسم الثالث إلى الحلقة الأولي في الموسم الحادي عشر).
- بولي بيريت: آبيجايل سكيتو.
- ديفيد ماكالوم: دوكتور دونالد مالارد.
- براين ديتزين: جيمي بالمر (لم يظهر في الاعتمادات إلا منذ الموسم العاشر [6])
- روكي كارول: ليون فانس (تمت دعوته في الموسم الخامس، واعتمد رسمياً في الموسم السادس)

### الشخصيات السابقة
- ساشا ألكسندر: كيتين تود (منذ الموسم الأول للثالث، ثم تظهر مرة أخرى في الموسم الثامن والتاسع
- بانشو ديمينجز: جيرالد جاكسون (الموسم الأول، وظهر مرة أخرى في الموسم الثالث)
- آلين ديل: توماس مورو (الموسم الأول إلى الثالث)
- لورين هولي: جينيفير شيفرد (من الموسم الثالث إلى الخامس، ثم ظهورها مرة أخرى في الموسم الثامن والتاسع)

أشارت ساشا ألكسندر (العميلة الخاصة كيتين تود) إلى سي بي إس ودونالد بيليساريو، وذلك قبل انتهاء الموسم الثاني، أنها تود أن تترك هذا المسلسل، ولا يدرك الممثلين برحيلها. ويشير السيناريو الأولي أن شخصية كيتين سوف تتلقي رصاصة في صدرها ونجت بفضل الواقي من الرصاص التي كانت ترتديه. ويتغير السيناريو فجأة حيث تتلقي رصاصة في رأسها تقضي على حياتها. أُرسلت تلك اللقطة إلى المونتاج في اللحظات الأخيرة، لكي يحافظوا على سرية رحيل الممثلة ولكي يفاجأ المشاهدين بالنهاية الغير متوقعة. وتظهر مرة أخرى في الموسم الثامن عن طريق الذكريات، حيث تذهب الشقيقة الكبري لكيتين تود وهي طبيبة نفسية وتقوم بتقييم الحالة النفسية لفريق غيبز.
دونالد بيليساريو (الكاتب المنتج، المنتج التنفيذي) والممثل مارك هارمون لم يسمع عنهما الكثير، ويرجع ذلك إلى ضغط العمل. وأشار الممثل إلى مدراء سي بي إس أنه في حالة عدم رحيل دونالد بيليساريو؛ سيترك المسلسل بشكل دائم (وظهر انشقاقه علناً على الشاشة في الحلقة الأخيرة من الموسم الثالث؛ حيث قرر غيبس تقديم إستقالته، ولكنه عاد في الموسم الذي يليه). نفذ سي بي إس أخيراً وعاد مارك هارمون للعب دوره من جديد وإمتاع مشاهديه، وترك دونالد بيليساريو مهام الكاتب المنتج وأكمل الإنتاج فقط في مايو 2007. فسر بيل كارتر من صحيفة نيو يورك تايمز حول الخلاف بين دونالد بيليساريو ومارك هارمون قائلا أنه في بعض الأحيان عندما يظهر هذا الخلل في أي مسلسل من الممكن أن يؤدي إلى فشله، وهو ما لم يحدث في ان سي أي اس. وأشارت الصحيفة مرة أخرى في عام 2008 أن المسلسل قد نجا على الرغم من «موكب التغيير في فريق العمل» والنزاع ما بين الممثل والمنتج.
وقد نال بعض من أفراد عائلات الممثلين بعض الأدوار بالمسلسل. ففي حلقة العودة للوطن (الموسم السادس)عاد لوري جيثرو غيبس بالذاكرة: الممثل الذي لعب دور جيثرو وهو شاب كان شون هارمون؛ نجل مارك هارمون . ولعب بعد ذلك دور جيثرو الشاب في حلقتي: الخلاص وعيد الأم. وظهرت ابنة دونالد بيليساريو، ترويان بليساريو، في عدة حلقات وكانت تلعب دور سارة ماكغي، الأخت الصغري لتيموثي ماكغي. واشترك ابن المنتج بيليساريو، مايكل بليساريو، في المسلسل في الموسم الثالث تحت ملامح شاري ستارلينج.
وتواجد كل من مارك هارمون، كوت دي بابلو، مايكل ويثرلي، بولي بيريت، روكي كارول، ديفيد ماكالوم في الموسم العاشر من المسلسل، وبحسب عقد بعض منهم مع استوديوهات سي بي اس يضمن تواجدهم في الموسم الحادي عشر، وهو ما تم تأكيده في وقت لاحق.
البيانات
- بلد المنشأ: الولايات المتحدة
- مواسم نُشرت: 10 [18]
- مخرجين: دونالد بيليساريو ودون ماكجيل.[19]
- المنتج التنفيذي الحالي: دونالد بيليساريو (منذ 2003)، (شين برينان منذ 2007)، شاس فلويد جونسون (منذ 2007)، مارك هورويتز (منذ عام 2009)، غاري جلاسبرج (منذ عام 2009)، مارك هارمون (منذ 2011)، فرانك كاردي منذ (2011) وجورج شينك (منذ عام 2011).[20][21]
- شركات الإنتاج:[22] تلفزيون باراماونت (2003-2006)، سي بي إس شبكة تلفزيون باراماونت (2006-2009)، استوديوهات سي بي إس التلفزيونية (منذ عام 2009) [23] بالتعاون مع بيليساريوس للإنتاج (منذ عام 2003).[24]
- توزيع أفلام: سي بي إس.[25]
- المكان: سانتا كلاريتا، (كاليفورنيا).[26]
- سنة التأسيس: 2003.[19]
- متوسط مدة الحلقة: 43 دقيقة.[27]
- نسبة باعية (صورة): 1.78:16 .[19]
- الصوت: دولبي ديجيتال.[19]

 وفقاً لأحد المنتجين التنفيذيين، شاس فلويد جونسون، في حوار نُشر في 16 يونيو 2010، أنه هناك نحو 300 عامل لإخراج الحلقات. وأضاف أن
.
وتجددت السلسلة في 13 مارس 2014 للموسم ال 12.

### نمط الحلقة
تستغرق كل حلقة نحو 43 دقيقة. في بداية الحلقة يظهر اللغز، وهو عادتاً يكون باكتشاف جثة. ثم يأتي المدير، ومن ثم دراسة مسرح الجريمة من خلال العملاء العلميين: دونالد مالارد ومساعدته أحياناً تكون آبيجايل شوتو. وبينما يُحدد داكي وماسعده جيمي بالمر ساعة الوفاة، يقوم باقي العملاء بالبحث عن الدلائل والقرائن واقتران صور لمسرح الجريمة. فب الحقيقة إن حل التحقيقات يرتكز عادتاً على التفاصيل العلمية التي تعمل عليها آبي بالأجهزة ذات التقنية العالية. مروراً بالمشرحة، في الطابق السفلي الثاني من الوكالة، يكون أهم وقت في الحلقة، حيث يُشرح داكي ومساعده الجثث لمساعدة غيبز وفريقة في القضية.

دراسة مسرح الجريمة، تشريح وتحليل الجثث هما العناصر الأساسية فس سلسلة ان سي أي اس مقارنة بسي اس آي حيث أنهم مسئولون عن حل القضايا، واستكمال الخبرة من الموظفين الميدانيين.
وتنتشر في حلقات المسلسل العديد من المشاهد الكوميدية وخصوصاً في المشاهد التي تكون بداخل المكتب، وأحياناً يكون هناك بعض المشاهد الكوميدية خلال تواجدهم بالخارج، وأثناء فحصهم مواقع الجريمة.

### الموسيقي
المُلحن للحن الأصلي هو نومريكلاب. صدر الألبوم الأول من الموسيقي التصويرية من سلسلة سي بي اس في فبراير 2009 في الولايات المتحدة. تسجيل صوتي على قرص مزدوج به 22 عنواناً يتضمن العديد من أغاني الفنانين (مثل: جيكوب ديلان، بوب ديلان، كوليد ومينيستري). والموضوع الرئيسي لنومريكلاب: أغنية لكوت دي بابلو.
صدر جزء ثاني في 3 نوفمبر 2009  ، تحت عنوان الموسيقي التصويرية من مسلسل إن سي أي اس الجزء الثاني. وهو قرص واحد به 12 عنوان ويحتوي على أغنية لمايكل ويثرلي: المر والأزرق.

### التوزيع الدولي
قائمة غير حصرية من الإذاعات الدولية للمسلسل، فإنه هناك ما يقرب من 200 قناة قامت ببث مسلسل إن سي أي اس.
| - الجزائر: قناة نوميديا - ألمانيا: SAT.1 - الإمارات العربية المتحدة: MBC Action, MBC4, MBC+ Variety, MBC Variety - الأرجنتين: AXN - أستراليا: Network Ten ، TV1 - بلجيكا: RTL-TVI ، VT4 - كندا: Global - كولومبيا: AXN - كوت ديفوار: RTI 1 - إسبانيا: AXN Europe ، laSexta - إستونيا: TV3 - فرنسا: M6 ، والدوبلاج بإستوديو SOFl للموسم الأول إلى السادس | - غواتيمالا: AXN - المجر: TV2 - إيطاليا: Rai 2 - اليابان: Foxjapan - إيران: MBC Persia - مصر: Mix One, MBC Masr - المغرب: دوزيم - مملكة الأراضي المنخفضة: SBS 6 ، Veronica (منذ 2006 إلى 2008) - بولندا: TVN - البرتغال: TVI (حتي 2009)، SIC (منذ 2009) - كيبك: Historia ، والدوبلاج لنفس النسخة التي عُرضت بفرنسا في استديوهات SOFl - المملكة المتحدة: FX - سويسرا: RTS Un |

## الشخصيات

### تاريخ
هذا المسلسل الدرامي يعرض محدة التحقيقات الجنائية البحرية (ان سي أي اس) بقيادة العميل الخاص لوري جيثرو غيبس. وأعضاءه هم عملاء خاصين فقط للتحقيق في الجرائم التي تتعلق ببحرية الولايات المتحدة الذي يتبعه إدارياً قوات مشاة بحرية الولايات المتحدة.
وقد تغير تكوين الفريق خلال المواسم: جيثرو غيبس، قائد الفريق، العميل الخاص أنطوني دينوزو (معروف بطوني)، كيتين تود (كات)، الدكتور مالرد (داكي)، وآبيجايل سكيتو (آبي) وكانوا متواجدين منذ بداية المسلسل حيث كان رئيسهم توماس مورو. وأثناء الموسم الأول انضم إليهم تيموثس ماكغي . وفي نهاية الموسم الثاني، تترك كيتين مكانها لزيفا ديفيد، في حين تصبح جينيفر شيبرد المديرة لمكتب ان سي أي اس الجديدة بعد توماس مورو. ورحل جيرالد جاكسون مساعد الدكتور مالرد وحل محله جيمي بالمر (بعدما تلقي رصاصة في كتفه منعته من ممارسة عمله). لم يتغير الفريق بعد ذلك، ولكن المديرة شيبرد قد قتلت وحل محلها ليون فانس .

### علاقات
العلاقات بين الشخصيات كانت ودية، وخصوصاً في الفريق الميداني (تيموثي ماكغي، أنطوني دينوزو وزيفا ديفيد) الذي ندف بإستمرار. وهذا المزاج الجيد عادةً ما يتعارض مع الشخصية الصارمة جيثرو غيبس، الذي يحبهم. وتحتل العلاقة بين زيفا وتوني مكانة هامة في المسلسل حيث تحتوي على الغموض، والجمع ما بين الإغواء والصداقة والإغاظة. علاقة مشابه كانت تربط ما بين توني وكيت في الموسم الأول والثاني. وهي تحمس جماهير المسلسل الذين أسموها «تيفا». وبالرغم من هذا تتحدص الصحافة عن احتمالية زواج توني وزيفا.
وكان مايكل ويثرلي هو من أطلق اسم «تيفا» ليتجنب تطور العلاقة في الموسم العاشر.
كان اتحاد الفريق الميداني وثيقاً جداً، ويعتمدون اعتماداً كبيراً على مساعدة الطبيب الشرعي الدكتور مالرد، ومسعاده، وأيضاً آبي فتاة المختبر. وكانت المعارضة في وجهات النظر ما بين رشيس الوكالة ليون فانس والقائد لوري جيثرو غيبس مستمرة.

### فريق العمل
- فريق ان سي أي اس الحالي

| شخصية           | ممثل          | الموسم            | التخصص                                                                |
| --------------- | ------------- | ----------------- | --------------------------------------------------------------------- |
| لوري جيثرو غيبس | مارك هارمون   | كل المواسم        | عميل خاص بوحدة ان سي أي اس، قائد الفريق.                              |
| أنطوني دينوزو   | مايكل ويثرلي  | كل المواسم        | عميل خاص بوحدة ان سي أي اس.                                           |
| تيموثي ماكغي    | شون موراي     | كل المواسم        | عميل خاص بوحدة ان سي أي اس، مختص بالحاسوب                             |
| زيفا ديفيد      | كوت دي بابلو  | منذ الموسم الثالث | عميلة خاصة بوحدة ان سي أي اس، منذ الموسم التاسع (ضابط سابق بالموساد). |
| آبيجايل سكيتو   | بولي بيريت    | كل المواسم        | متخصصة في التحقيقات المختبرية والعلمية .                              |
| دونالد مالرد    | ديفيد ماكالوم | كل المواسم        | دكتور، طبيب شرعي .                                                    |
| جيمي بالمر      | براين ديتزين  | كل المواسم        | مساعد الطبيب الشرعي.                                                  |
| ليون فانس       | روكي كارول    | منذ الموسم السادس | مدير ان سي أي اس.                                                     |

- فريق ان سي أي اس الأصلي

| الشخصية         | الممثل        | الموسم                             | التخصص                                   |
| --------------- | ------------- | ---------------------------------- | ---------------------------------------- |
| لوري جيثرو غيبس | مارك هارمون   | كل المواسم                         | عميل خاص بوحدة ان سي أي اس، قائد الفريق. |
| أنطوني دينوزو   | مايكل ويثرلي  | كل المواسم                         | عميل خاص بوحدة ان سي أي اس.              |
| فيفيان بلاكآدر  | روبين ليفلي   | الموسم الثامن، الحلقة 20 و21       | عميلة خاص بوحدة ان سي أي اس.             |
| كيتين تود       | ساشا ألكسندر  | منذ الموسم الأول إلى الموسم الثالث | عميلة خاصة بوحدة ان سي أي اس.            |
| آبيجايل سكيتو   | بولي بيريت    | كل المواسم                         | متخصصة في التحقيقات المختبرية والعلمية . |
| دونالد مالرد    | ديفيد ماكالوم | كل المواسم                         | دكتور، طبيب شرعي .                       |
| جيرالد جاكسون   | بانشو ديمينجز | الموسم الأول والثالث               | مساعد الطبيب الشرعي.                     |
| توماس مورو      | آلن ديل       | منذ الموسم الأول إلى الموسم الثالث | مدير ان سي أي اس.                        |

## تاريخ

### حبكة الموسم
يتكون المسلسل من إحدى عشر موسم حتي الآن، كل موسم يتكون من ثلاثة وعشرون إلى خمسة وعشرون حلقة، بإستثناء الموسم الخامس حيث يصل عدد حلقاته إلى تسعة عشر حلقة.
- الموسم الأول:

يتألف الموسم الأول من 23 حلقة. تبدأ يخطف إرهابي الطبيب الشرعي مالرد (داكي)، ومساعده جيرالد، وكيت ويحتجزهم كرهائن. ويتتبعه لوري جيثرو غيبس حتي نهاية الموسم ويكتشف شخصية الإرهابي: آري . ثم تُطرح مشكلة أخرى أن آري هو عميل مزدوج للموساد وتسلل في خلية إرهابية يحميها ال اف بي أي .
- الموسم الثاني:

يتكون الموسم الثاني من 23 حلقة. يصل فيه جيمي بالمر، المساعد الجديد لدكتور مالرد. موضوع هذا الموسم يتبع الموسم الذي سبقه آري، حيث يظهر في النهاية وينصب فخ للفريق ويقتل العميلة كيتين تود؛ الأمر الذي سيؤثر دائماً على عملاء ان سي أي اس.
- الموسم الثالث:

يتكون الموسم الثالث من 24 حلقة، تنتهي مأساة الفريق حيث تقتل زيفا ديفيد آري وتنقذ حياة غيبس من الموت. هذة العميلة تلتحق بالوحدة حيث أنها كانت ضابط سابق بالموساد الإسرائيلي. تحاول آبي قتل دينوزو. والموضوع الثاني للموسم: هو يُصاب غيبس بفقدان الذاكر بسبب عمل إرهابي ولديه معلومات تختص بعملية إرهابية مُقبلة على متن سفينة تابعة للبحرية، إلا انه يستعيد ذاكرته ويستذكر مكان الانفجار المُقبل ويحاول تفاديه ولكن مرؤسيه لا يصدقوه، وتنفجر السفينة. ويقرر غيبس الاستقالة.
- الموسم الرابع:

يتكون الموسم الرابع من 24 حلقة. بعد استقالة غيبس، يتسلم دينوزو قيادة الفريق. وتسنح له الفرصة ليكون لديه فريقه الخاص بروتا، ولكنه يفضل العمل تحت قيادة جيثرو غيبس وكذلك مع زملائه. يدخل توني في علاقة جدية مع جان. ووتأخذ الحلقات منحني أخر وهو البحث عن «الضفدع»، حيث تكن له جيني مديرة ان سي أي اس الضغينة ؛ فتقوم بزرع دينوزو في حياة الضفدع ويكتشف بعد ذلك أن جان حبيبته هي ابنة الضفدع.
- الموسم الخامس:

يتكون الموسم الخامس من 19 حلقة فقط وذلك بسبب إضراب نقابة الكتاب الأمريكية 2007. يستكمل موضوع الموسم الرابع حيث يحاول دينوزو تخطي انفصاله عن جيني. تُقتل جينيفير شيبرد بعد تبادل لإطلاق النار مع أعداء روس. تترك إذن لورن هولي دورها لروكي كارول الذي يلعب دور ليون فانس، المدير الجديد لان سي أي اس في الموسم الجديد.
- الموسم السادس:

يتكون الموسم السادس من 25 حلقة، ويعد الموسم الأكثر طولاً. يحل ليون فانس مكان المديرة السابقة ينيفر شيبرد. يتم إرسال أحد زملاء زيفا السايقين في مهمة سرية، ويلاقي الحسد من قبل دينوزو ؛ هذا الأخير الذي يقوم بقتل عميل الموساد دفاعاً عن النفس. لم تستطع زيفا الوثوق في توني مرة أخرى وتعود إلى إسرائيل.
- الموسم السابع:

ستكون الموسم السابع من 24 حلقة. بعد ذهاب زيفا يقوم بخطفها فريق من الإرهابيين الصوماليين ؛ ويهب فريق ان سي أي اس لإنقاذها. هروب الكولونيل بيل من سجنه بالمكسيك في الحلقة 11. في النهاية، يُهاجم بيل المُقربين من جيبس، ويذهب هذا الأخير لحماية زميله ومعلمه السابق مايك فرانكس، اكتشف بيل مقتول على يد زراعه اليُمني: جاييسون بول دين. تم نقل غيبز بعد ذلك مع بالوما ريونسا وألجاندرو ريفيرا، الأخ والأخت، والذين لم يكونا سوي أبناء بيدرو هرناندز ؛ قاتل ابنة وزوجة غيبس، الذي قتله غيبس. وأرادوا جعل غيبس مصدر معلوماتهم على تحقيقات إن سي آي إس، وإلا سينتقلوا إلى أقاربه وخصوصاً والده . ركز بالوما تهديده على أقارب غيبز، وهو ما بدأ به أحداث الموسم الثامن.
- الموسم الثامن:

يتكون الموسم الثامن من 24 حلقة. تكتمل أحداث الموسم الذي يليه ؛ حيث يستلم ليون رسالة من والد زيفا ومدير الموساد، إيلي ديفيد بعث له برسالة محتواها : «لقد وجدته» وكان يقصد بذلك القاتل المتسلسل الذي يُسمي «القاتل من ميناء إلى ميناء». ولكي يتم الإمساك بهذا المختل؛ تم تكوين فريق تحري ثاني لإن سي آي إس بقيادة العميل إي جي باريت (حيث لعبت دورها سارة جاين موريس). القاتل المتسلسل، بعدما قتل مايك فرانس، أخذ لوري جيثرو غيبس رهينة ومعه جيمي بالمر (مساعد داكي)، وترينت كور من وكالة الإستخبارات المركزية CIA ، فهو يريد الانتقام من عم العميل باريت الذي لم يكن سوي وزير البحرية. وقُتل في النهاية بواسطة ليون فانس وجيثرو غيبس . واستقال الوزير.
- الموسم التاسع:

يتكون الموسم التاسع من 24 حلقة . ومنذ بداية الحلقة الأولي كان البحث جاري عن مُطلق النار الذي أصاب توني والعميلة إي جي باريت وقتل العميلة كيد، ثم يُغلق هذا التحقيق ويظهر من جديد في نهاية الموسم. والآن يقوم إرهابي يُدعي هاربر ديرنج، يقوم بإستهداف المنشآت البحرية؛ وذلك انتقاماً لموت إبنه الذي توفي على متن سفينة بسبب نقص السلامة على متن السفينة. وكان التشويق في الحلقة الأخيرة من الموسم كبيراً حيث انفجرت قنبلة (موضوعة من قبل هاربر) في مبني مقر إن سي آي إس في واشنطن.
- الموسم العاشر:

يتكون الموسم العاشر من 24 حلقة. انتهي الموسم التاسع بقتل هاربر ديرنج على يد جيثرو غيبس. أُصيب داكي بأزمة قلبية في نهاية الموسم التاسع مما أجبره على التنقل بعصا، والتقليل من عمله منعاً للإجهاد . وحاز مساعده جيمي بالمر على الاهتمام وأصبه مهماً . يبدأ الموسم العاشر بالبحث عن القاتل الذي ارتكب جريمتي قتل: قتل مدير الموساد : إيلي ديفيد ووالد زيفا، وقاتل زوجة ليون فانس. انهاري زيفا بعد مقتل والدها وكرست وقتها كله في باقي الموسم في البحث عن قاتل والدها. سافرت ألمانيا، بمصاحبة توني . والذي ساعد في تقرب الشخصيتان. ويُختتم الموسم بحل فريق غيبس.
- الموسم الحادي عشر:

يتكون الموسم الحادي عشر من 24 حلقة. في بداية الموسم تعود زيفا إلى إسرائيل، حيث يتم تغييرها بعد حلقات بمحللة الـ أن أس آي: إيليانور بيشوب.

### المسلسل المشتق: إن سي آي إس: لوس أنجلوس
نظراً لنجاح المسلسل إن سي آي إس، تم عمل مسلسل مشتق منه: إن سي آي إس : لوس أنجلوس. تم تأسيسه في 2009 من خلال السلسلة الأصلية. أخرجه شين برينار، وصدرت أول حلقة به في 22 سبتمبر 2009 في الولايات المتحدة وكندا وفي 12 مارس 2010 في فرنسا. ولكي يتعرف المشاهدين على الفريق الأخر تم إدخال الممثلين في حلقة مُشتركة مع فريق إن سي آي إس الرئيسي . وكان فريق إن سي آي إس: لوس أنجلوس هم : العميل جي كالن، سام حنا، كنزي بلي، إيريك بيل، ونات جيتز.
وتشق شخصيتين من مسلسل إن سي آي إس طريقهما في المسلسل الجديد وهما: ليون فانس بنفس دوره في الموسم الأول ، وكضيف في الحلقة الأخيرة من الموسم الثاني والحلقة الأولي من الثالث. وأيضاً آبي سكيتو التي ظهرت كما هي في الحلقات: العدو الأفضل وحلقة أخرى.
إن سي آي إس: لوس أنجلوس نُشرت بعد المسلسل الأساسي، وقد لاقت نجاحاً كبيراً في المواسم : 2010-2011، 2011-2012، 2012-2013. وحصلت على المركز الثاني في المسلسلات الأكثر مشاهدة في الولايات المتحدة وذلك لأن المزكز الأول قد حصل عليه مسلسل إن سي آي إس .
وفي نوفمبر 2012 أعلن موقع deadline.com بأنه هناك مسلسل مُشتق من المسلسل إن سي آي إس: لوس أنجلوس من الممكن أن يظهر؛ حيث سيقدمون حلقة مزدوجة في الموسم الرابع. هذا المسلسل الجديد أيضاً سيكون من إخراج شين برينار. انتشر الخبر في العديد من وسائل الإعلام (هوليوود ريبورتر، وهافينغتون بوست، الاكسبريس، الخ). ويطلق على اسم الحلقة المزدوجة: إن سي آي إٍس ريد ، اسم من الممكن حفظه لمسلسل مشتقة. ودمج الممثلين : ميغيل فيرير،
إدوين هودج، جون كوربيت، كيم ريفر، سكوت جرايمز، وجيليان ألكسي في الثلث الأول من 2013، طاقم عمل الحلقة المزدوجة. وبثت في جزئين في 19 و26 مارس في الولايات المتحدة  وفي كندا.
وفي 15 مايو 2013، أعلنت قناة سي بي سي أنه لن يكون هناك إن سي آي إس : ريد ، ووفقاً للصحافة من الحلقتين المنتشرتين فقد لاقت بالتوالي (16.6 مليون و14.3 مليون مشاهد)؛ ومن المقرر نشر الموسم الخامس من مسلسل إن سي آي إس: لوس أنجلوس.

## المتابعة

### متابعة المشاهدين في الدول الناطقة بالفرنسية
متوسط المتابعة الفرنسية في الموسم

## روابط خارجية
- ن سي أي س على موقع IMDb (الإنجليزية)
- ن سي أي س على موقع ميتاكريتيك (الإنجليزية)
- ن سي أي س على موقع روتن توميتوز (الإنجليزية)
- ن سي أي س على موقع نتفليكس (الإنجليزية)
- ن سي أي س على موقع أول موفي (الإنجليزية)
- ن سي أي س على موقع فيلمافينيتي (الإسبانية)
- ن سي أي س على موقع كينوبويسك (الروسية)
- ن سي أي س على موقع ألو سيني (الفرنسية)
- ن سي أي س على موقع قاعدة بيانات الفيلم (الإنجليزية)